# Monomorium angustinode
Monomorium angustinode är en myrart som beskrevs av Auguste-Henri Forel 1913. Monomorium angustinode ingår i släktet Monomorium och familjen myror. Inga underarter finns listade i Catalogue of Life.